# 艾博雅
艾博雅爵士KCMG（1938年9月2日—2020年2月7日），英國外交官，劍橋大學畢業，1962年加入外交部，1994年至1997年出任英國駐華大使，任內見證1997年7月1日香港主權移交。退休後曾於1998年至2003年出任巴克萊資本（巴克萊投資銀行前身）副主席、2004年至2012年出任伯恩茅斯大學副校監、以及在2009年獲委任修咸頓大學資深院士兼訪問教授。